# نظارة سماديس
قرية نظارة سماديس هي إحدى القرى التابعة لمركز الرحمانية في محافظة البحيرة في جمهورية مصر العربية. حسب إحصاءات سنة 2006، بلغ إجمالي السكان في نظارة سماديس 4535 نسمة، منهم 2157 رجل و2378 امرأة.